# Deutsche Friedensgesellschaft – Vereinigte KriegsdienstgegnerInnen
Die Deutsche Friedensgesellschaft – Vereinigte KriegsdienstgegnerInnen ist eine Organisation der deutschen Friedensbewegung. Sie ist eine Vereinigung politischer Pazifisten und Kriegsdienstverweigerer.
Gegründet 1895 als Deutsche Friedensgesellschaft (DFG), ist sie die älteste Organisation dieser Art. Nach dem Zusammenschluss der Deutschen Friedensgesellschaft 1968 mit der Internationale der Kriegsdienstgegner zur DFG/IdK (außer in West-Berlin) und der fünf Jahre darauf folgenden Fusion mit dem Verband der Kriegsdienstverweigerer (VK) „firmiert“ die Organisation seit 1974 unter dem Namen Deutsche Friedensgesellschaft – Vereinigte KriegsdienstgegnerInnen (abgekürzt: DFG-VK). 
Auf nationaler, europäischer und weltweiter Ebene ist der Verband in verschiedene pazifistische und antimilitaristische Bündnisorganisationen eingebunden und ist der größte deutsche Mitgliedsverband der War Resisters’ International.

## Geschichte
Die Friedensbewegung entstand in der Folge des Britisch-Amerikanischen Krieges 1812–1814 zuerst in den Vereinigten Staaten von Amerika und im Vereinigten Königreich. Der erste internationale Friedenskongress fand 1848 in Brüssel ohne Beteiligung von Deutschen statt, neben Briten und Amerikanern erschienen lediglich französische, niederländische und belgische Teilnehmer. Die erste deutsche Friedensgesellschaft entstand am 20. September 1850 in Königsberg – sie wurde allerdings bereits im März 1851 verboten. In der Folgezeit bis zur Reichsgründung 1871 standen die Chancen für pazifistische Organisationen schlecht, da sich das Interesse des liberalen deutschen Bürgertums als des einzigen möglichen Trägers derartiger Vereine auf die Erringung der nationalen Einheit Deutschlands konzentrierte. Die nationale Begeisterung verhinderte nach den Einigungskriegen zunächst auch weiterhin ein Aufkommen des Pazifismus in Deutschland aus Mangel an Interesse. Erst die Gründung des Frankfurter Friedensvereins 1886 zeigte erste Ansätze zu einer Veränderung, wenn auch die Mitgliederzahl, die 1890 lediglich etwa 70 betrug, weiterhin geringes Interesse signalisierte.

### Bis zum Ersten Weltkrieg

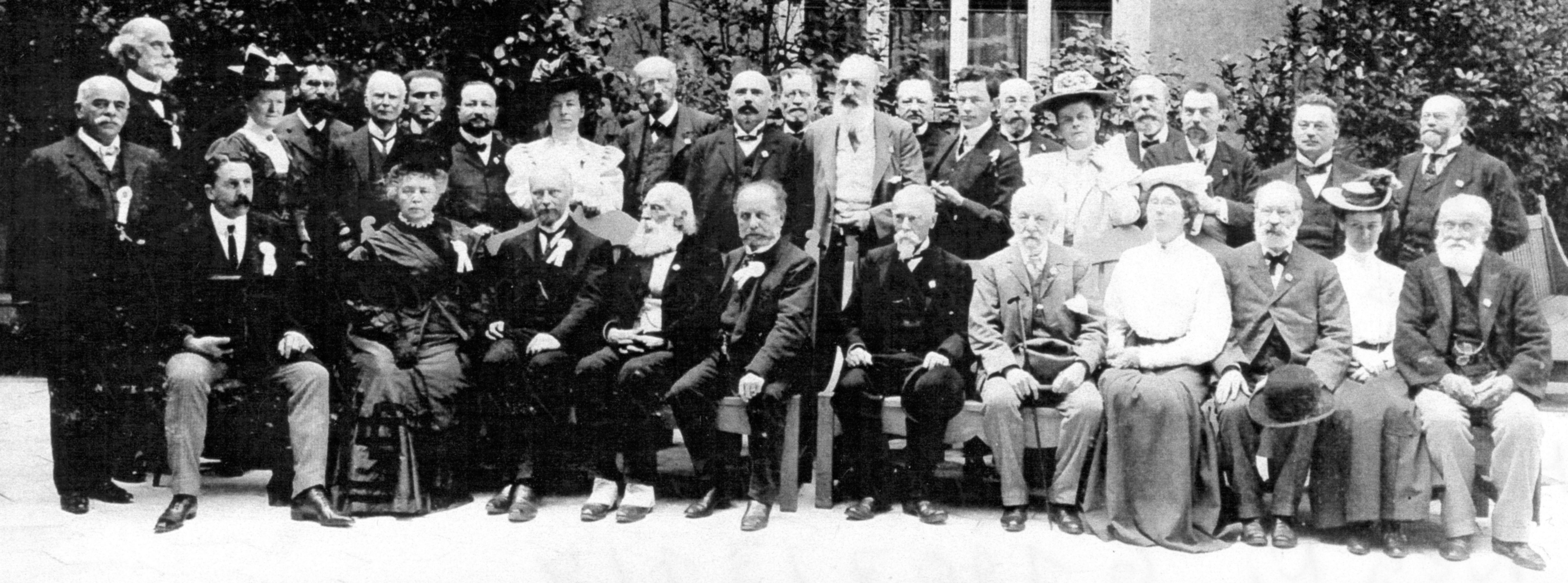
Führende DFG-Mitglieder auf dem Weltfriedenskongress 1907 in München: (sitzende Reihe von links) Eduard de Neufville, Bertha von Suttner, Ludwig Quidde, Frédéric Passy; (zwei weitere nicht bekannt, dann) Edwin Doak Mead, Lucia Ames Mead, Benjamin J. Trueblood, Anna B. Eckstein, Robert Treat Paine; (stehende Reihe) Mathilde Bajer (hinter Eduard de Neufville), Frederik Bajer (hinter Bertha von Suttner), Margarethe Quidde (hinter Ludwig Quidde), Henri La Fontaine (rechts neben ihr), Therese Vollandt (hinter Edwin D. Mead) A. H. Fried (hinter Lucia Ames Mead).

Im November 1892 konnte Alfred Hermann Fried mit Unterstützung Bertha von Suttners, einer der bekanntesten Frauen dieser Zeit, einen Vorbereitungsausschuss zur Gründung einer deutschen Friedensgesellschaft in Berlin ins Leben rufen. Die Gründung der Deutschen Friedensgesellschaft (DFG) fand am 21. Dezember 1892 statt, sie war die erste Vereinigung mit dem Anspruch, die Pazifisten im gesamten Deutschen Kaiserreich zu repräsentieren. Zunächst war es in der Berliner Vereinigung jedoch umstritten, ob man ein exklusiver Club sein wollte, der lediglich den Reichstag im Sinne einer internationalen Schiedsgerichtsbarkeit zu beeinflussen versuchte, oder ob man die öffentliche Meinung für solche Ideen gewinnen wollte. Unter diesem Widerspruch litt in den ersten Jahren jede nationale Wirksamkeit der DFG. Auch das Ende der Deutschfreisinnigen Partei, zu der Förderer der DFG gehört hatten, beeinträchtigte die DFG. Der Erfolg der deutschen Friedensbewegung seit Mitte der 1890er Jahre – neugegründete lokale Friedensvereine in zahlreichen Städten – spiegelte vor allem die wachsenden internationalen Spannungen, die Hochrüstung, repräsentiert durch die deutsche Flottenpolitik, und den Imperialismus. Sie wandten sich gegen den Imperialismus und Militarismus, die Unterdrückung nationaler Minderheiten, und die chauvinistische Erziehung der Jugend. Die DFG versuchte eine Organisationsreform, bei der der Hauptvorstand unter dem neuen Präsidenten Adolf Richter 1899 nach Stuttgart umzog. Da der Pforzheimer Industrielle Richter, der bis 1914 DFG-Präsident blieb, zunehmend unter Krankheit litt, pflegte der Historiker Ludwig Quidde, der seit 1899 stets die deutsche Delegation auf den Weltfriedenskongressen anführte, die Kontakte zu den Friedensvereinigungen in anderen Ländern.
Der Verband, für dessen Finanzierung maßgeblich Mäzene wie Georg Arnhold, Eduard de Neufville und Heinrich Roessler sorgten, war in den ersten beiden Jahrzehnten seines Bestehens stark bürgerlich geprägt. Dies äußerte sich auch darin, dass ein erheblicher Teil der Mitglieder der Deutschen Volkspartei nahestand, außerdem der Freisinnigen Volkspartei und der Freisinnigen Vereinigung. Für 1902 gab die DFG bereits 6.000 Mitglieder in 60 Ortsgruppen an. Bis Mai 1914, als Ludwig Quidde auch offiziell Adolf Richter nachfolgte, stieg die Mitgliederzahl auf bis zu 10.000 in fast 100 Ortsgruppen. Während die Führungsschicht der DFG in der Wilhelminischen Epoche durchaus ein großbürgerliches Gepräge aufwies, zeigte sich die Mitgliederbasis deutlich kleinbürgerlich: Kleinunternehmer und kleine Kaufleute, Intellektuelle sowie Ärzte, Anwälte und Apotheker bildeten die größten Mitgliedergruppen, Angehörige des öffentlichen Dienstes, Arbeiter und Bauern waren hingegen kaum bis gar nicht vertreten. Im Mai 1914 gründete die Frauenrechtlerin Frida Perlen, seit 1913 Mitglied in der DFG, mit der Unterstützung von Mathilde Planck und weiteren Vertreterinnen der bürgerlichen Frauenbewegung einen Frauenverband innerhalb der DFG, der sich nur kurzzeitig etablieren konnte.
Der Beginn des Ersten Weltkriegs zerschlug die optimistischen Vorstellungen der deutschen Pazifisten. Über die propagandistische Darstellung des Weltkrieges als „Verteidigungskrieg“ durch die Reichsleitung zerbrachen die mühsam aufgebauten Verbindungen zu den Friedensgesellschaften der Entente-Staaten. Viele wandten sich durch die Ideen von 1914 vom Pazifismus ab, andere gingen ins Exil, um der Unterdrückung jeglicher pazifistischer Agitation zu entgehen, die die deutschen Militärbehörden ab Herbst 1915 durch eine umfassende Überwachung der Pazifisten intensivierten.

### Weimarer Republik
Seit der Endphase des Ersten Weltkriegs gewann die DFG verstärkt Sympathien im sozialdemokratischen Lager, woraus sich neue Mitgliederschichten während der Weimarer Republik ergaben. Auch der Einfluss von Pazifisten auf die Politik verstärkte sich zunächst, symbolisiert in den Ämtern des DFG-Vorsitzenden Quidde als Vizepräsident des Provisorischen Bayerischen Nationalrates 1918 und Abgeordneter der Deutschen Demokratischen Partei (DDP) in der Weimarer Nationalversammlung 1919. Der Völkerbund erfüllte in seiner Konzeption frühere pazifistische Forderungen, in der Nachkriegszeit von der DFG unterstützt durch Bemühungen um die Völkerverständigung.
Die Dolchstoßlegende zielte jedoch auch auf die Pazifisten, die für die deutsche Niederlage verantwortlich gemacht wurden. Auch im weiteren Verlauf der Entwicklung der Forderung nach einer Revision des Friedensvertrags von Versailles mit militärischen Mitteln sah sich die DFG scharfen Angriffen von rechts ausgesetzt. Mit der Parole „Stahlhelm und Hakenkreuz sind Deutschlands Untergang“ wandte sie sich gegen den neuen Militarismus und den aufkommenden Nationalsozialismus.
Bis 1927 stieg die Mitgliederzahl, nach Einbrüchen während des Ersten Weltkrieges, auf etwa 30.000 an. Doch die Veränderung der Mitgliederstruktur stellte die DFG vor neue Herausforderungen. Richtungskämpfe zwischen dem traditionellen bürgerlichen, gemäßigten Pazifismus (der durchaus Verteidigungskriege befürwortete) und dem neu aufkommenden radikalen, weitgehend von der Arbeiterbewegung getragenen Pazifismus (der etwa für die Kriegsdienstverweigerung eintrat) schwächten die Bewegung. Mit dem Rücktritt von elf Vorstandsmitgliedern um Ludwig Quidde 1929 setzte sich der radikale Flügel um den neuen DFG-Vorsitzenden Paul von Schoenaich durch.
1933, nach der Übernahme der Regierung durch die NSDAP wurde die Organisation zerschlagen, viele führende Pazifisten flohen ins Exil oder wurden in der Zeit des Nationalsozialismus verfolgt und ermordet.

### Nach dem Zweiten Weltkrieg
Nach dem Ende des Zweiten Weltkriegs gründete sich die DFG 1946 als eine der ersten pazifistischen Organisationen neu; zuerst wurde sie in der britischen Besatzungszone, zuletzt in der französischen Besatzungszone zugelassen. Paul von Schoenaich, der bereits 1929–1933 ihr Präsident war, übernahm bis 1951 erneut das Präsidium, womit eine Kontinuität mit der Weimarer Zeit hergestellt werden sollte. Schon Mitte 1946 hatte die DFG fünf funktionierende Landesverbände, bis Herbst 1948 wuchs die Mitgliederzahl auf über 10.000 an. Die DFG forderte in den ersten Jahren die Aufnahme von Artikeln über die Kriegsächtung in die Landesverfassungen, ihrer Forderung nach einem Recht auf Kriegsdienstverweigerung kamen vier Landesverfassungen nach, vor allem aber das 1949 verabschiedete Grundgesetz für die Bundesrepublik Deutschland. Darin erhielt dieses Recht mit dem Art. 4 Abs. 3 GG zum ersten Mal den Status eines Grundrechts in Deutschland, womit die Bundesrepublik diesbezüglich auch in der internationalen Verfassungsgeschichte eine Vorreiterrolle einnahm.

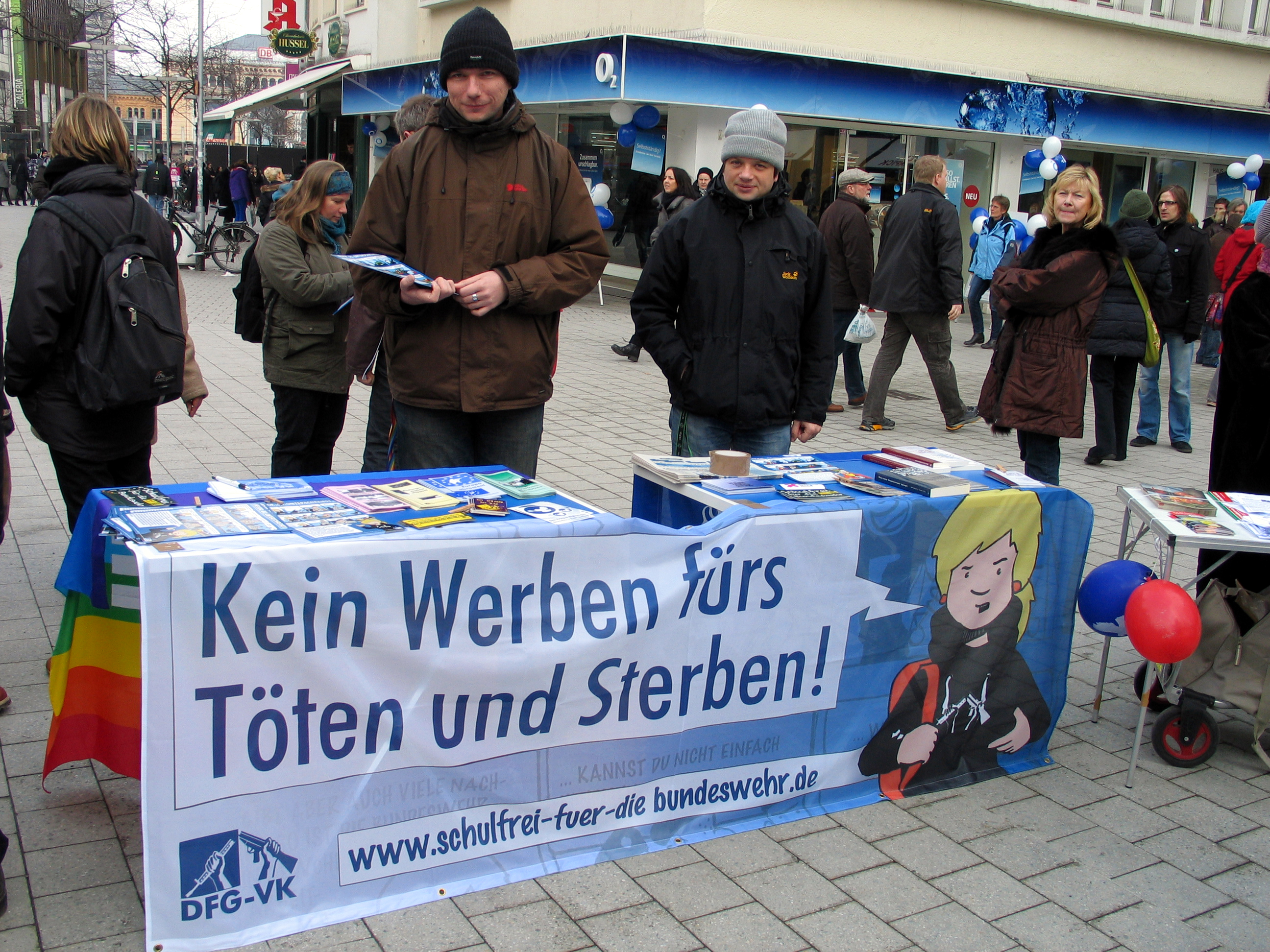
„Kein Werben fürs Töten und Sterben“; Informationsstand während des Ostermarschs 2013 am Kröpcke in Hannover

Mit der Entfaltung des Kalten Krieges erlitt die DFG deutliche Rückschläge, etwa einen starken Rückgang der Mitgliederzahlen, das Verbot in der sowjetischen Besatzungszone 1949 und zugleich in Westdeutschland die häufige Verdächtigung, kommunistisch unterwandert zu sein. Dennoch spielte die DFG eine wichtige Rolle beim Protest gegen die Wiederbewaffnung und in der Ostermarschbewegung, wobei diese eine enge Anbindung an irgendeine Organisation vermied. In den 1950er Jahren lag der programmatische Schwerpunkt der DFG auf der friedlichen Koexistenz und der Abrüstung in Ost und West, verbunden mit dem Vorschlag eines entmilitarisierten Gesamtdeutschlands. Zur Praxis der Kriegsdienstverweigerung bekannte sich der Verband 1960 ausdrücklich.
1958 schloss sich in Frankfurt die Gruppe der Wehrdienstverweigerer (GdW) nach einer gescheiterten Fusion mit der Organisation Internationale der Kriegsdienstgegner (IdK) mit den fusionswilligen Teilen der IdK zum Verband der Kriegsdienstverweigerer (VK) zusammen.

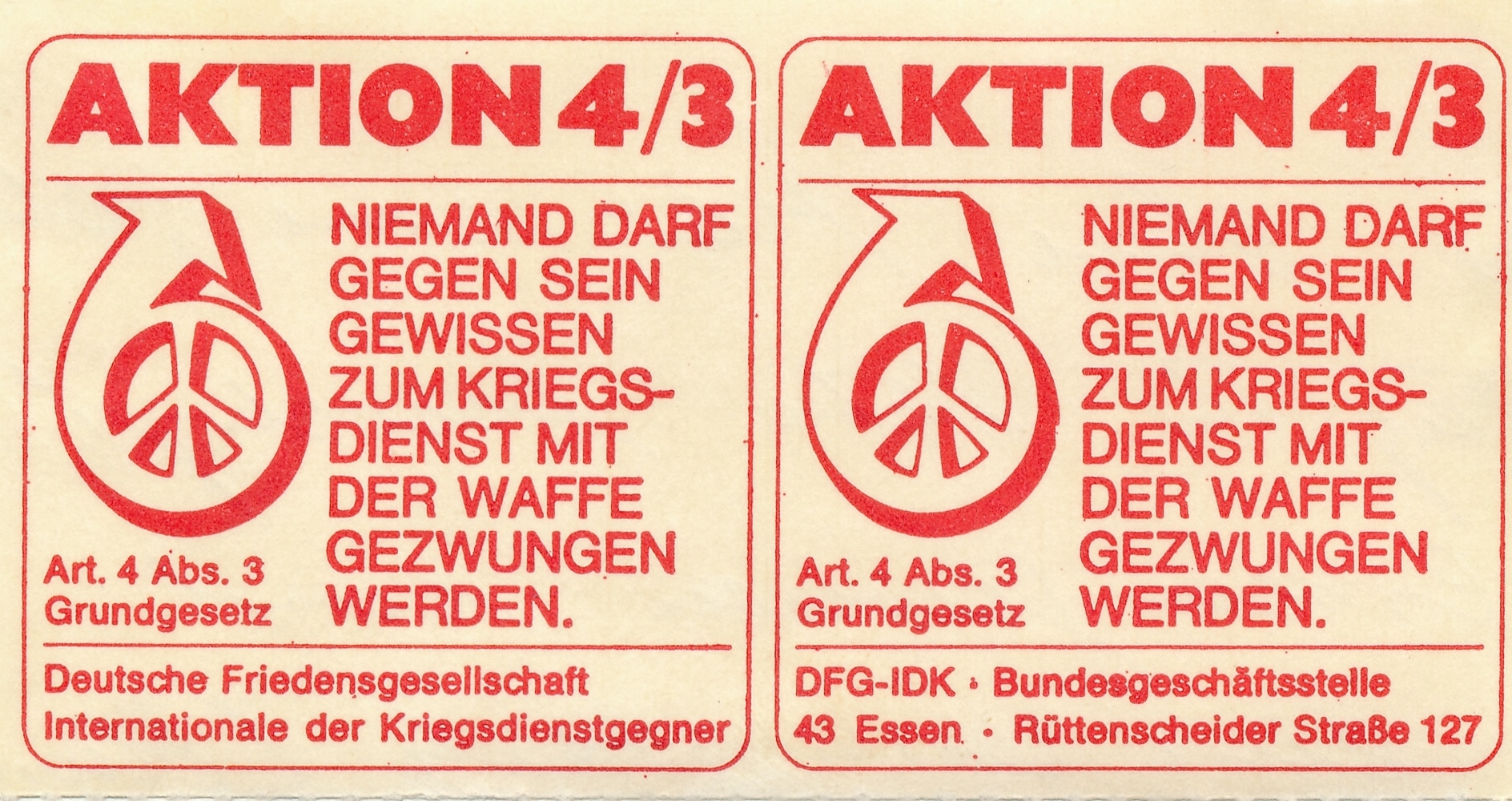
Aufkleber für die Aktion 4/3 1972

Im Jahr 1972 führte der Bundesverband der DFG/IdK eine bundesweite Kampagne zum Grundgesetz Artikel 4 Absatz 3 – dem Recht auf Kriegsdienstverweigerung – durch. Viele regional aktive Gruppen führten öffentliche Veranstaltungen durch.
Nachdem 1968 ein erneuter Fusionsversuch, diesmal zwischen VK und IdK gescheitert war, schlossen sich im gleichen Jahr DFG und IdK zur DFG/IdK zusammen. Mit diesem Verband vereinigte sich schließlich im Jahre 1974 auch der VK, wodurch die Deutsche Friedensgesellschaft – Vereinigte Kriegsdienstgegner (DFG-VK) entstand. Als Logo übernahm sie in einer grafisch eigenen Variante das Symbol der WRI, ein zerbrochenes Gewehr.
Aufgrund der damaligen Einschätzung als mögliche Vorfeldorganisation der Deutschen Kommunistischen Partei (DKP) wurden Mitglieder des Verbandes zeitweilig in der Bundesrepublik Deutschland vom Bundesamt für Verfassungsschutz beobachtet.
Auch in der Bewegung gegen die Mittelstreckenraketen Pershing II, Cruise Missile und SS-20 der 1980er Jahre spielte die DFG-VK eine Rolle als Scharnier zwischen den „traditionellen Gruppen“ der Ostermarschbewegung und neuen pazifistischen Initiativen. Aus der DFG-VK kamen wichtige Aktionsideen wie die Menschenkette von Stuttgart nach Ulm 1983 und populäre Slogans wie „Frieden schaffen ohne Waffen“. Im Frühjahr 1990 wurde bekannt, dass der DFG-VK jahrelang von Seiten der DKP finanzielle Zuwendungen zugeflossen waren. Die Organisation behauptet, dass die meisten Verbandsgremien davon nicht gewusst hätten.

## Gegenwart

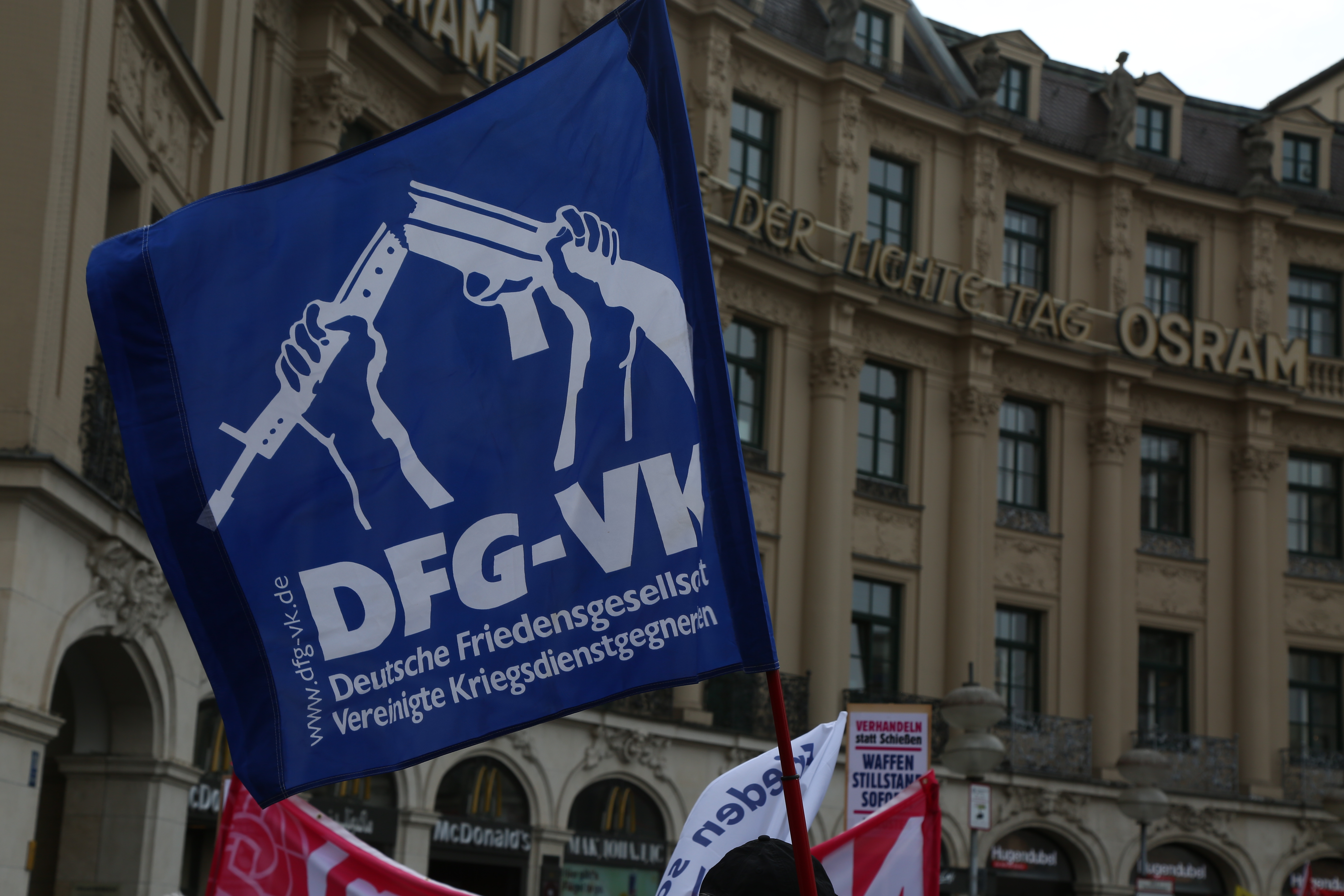
Fahne der DFG-VK auf der Demonstration gegen die Münchner Sicherheitskonferenz 2023

### Organisation, Vernetzung, internationale Eingebundenheit
Der Verband ist Mitglied der Zentralstelle für Recht und Schutz der Kriegsdienstverweigerer aus Gewissensgründen, der Kooperation für den Frieden, des Bundes für Soziale Verteidigung, der War Resisters’ International, des Europäischen Büros für Kriegsdienstverweigerung, der Initiative Seebrücke und des Internationalen Friedensbüros. Außerdem ist die DFG-VK Mitglied der Internationalen Kampagne zur Abschaffung von Atomwaffen. Der Verband ist im Trägerkreis der Internationalen Münchner Friedenskonferenz.
Bedeutung hat der Verband in der Beratung von Kriegsdienstverweigerern nach Artikel 4 Absatz 3 des Grundgesetzes und als Teil der Friedensbewegung. Ähnlich wie Amnesty International macht die DFG-VK auf weltweit inhaftierte Kriegsdienstverweigerer aufmerksam und setzt sich für ihre Amnestierung ein.
Etwa vier- bis sechsmal pro Jahr erscheint die Verbandszeitung ZivilCourage – Das Magazin für Pazifismus und Antimilitarismus.
Geschäftsführer ist seit 2017 Michael Schulze von Glaßer. 

### Ziele
Konkrete Ziele sind die Überwindung des Soldatentums u. a. durch die Aktion Schule ohne Bundeswehr, das Erkennen und Aufzeigen von Ursachen der Gewalt, weltweite Abrüstung, Abschaffung der Bundeswehr sowie das weltweite Recht auf Kriegsdienstverweigerung.

„Der Krieg ist ein Verbrechen an der Menschheit. Ich bin daher entschlossen, keine Art von Krieg zu unterstützen und an der Beseitigung aller Kriegsursachen mitzuarbeiten.“

Der Verein engagiert sich für den Abzug der Atomwaffen in Büchel als Schritt zur Abschaffung aller Atomwaffen, zudem hatte sich der Verein für den Abzug der Bundeswehr aus Afghanistan eingesetzt, der 2021 umgesetzt wurde.

### Kampagnen
In den vergangenen Jahren setzten DFG-VK-Mitglieder verstärkt auf Adbusting als Aktionsform gegen Armee-Werbung im öffentlichen Raum.
Gegen den seit 2015 – mit Ausnahme der Corona-Jahre – jährlich stattfindenden Tag der Bundeswehr organisiert und koordiniert die DFG-VK die Proteste. 2016 deckte der Verband auf, dass die Armee bei ihren Veranstaltungen Kinder an Handfeuerwaffen ließ.
Die DFG-VK ist Mitglied im Deutschen Bündnis Kindersoldaten.
Seit 2019 ist die DFG-VK Teil der internationalen Campaign to Stop Killer Robots und auch ihrem deutschen Ableger. Die Kampagne setzt sich für ein völkerrechtlich verbindliches Verbot autonomer Waffensysteme ein. Neben Aktionen setzt sich die DFG-VK bei der Convention on Certain Conventional Weapons – Group of Governmental Experts on Lethal Autonomous Weapons Systems bei den Vereinten Nationen in Genf für Killerroboter-Verbot ein. Die u. a. auch von der GEW, terre des hommes der IPPNW sowie christlichen Organisationen getragene Kampagne fordert die Anhebung des Rekrutierungsalters für den Militärdienst auf 18 Jahre und Verbot jeglicher Bundeswehrwerbung bei Minderjährigen, da die Bundeswehr jährlich zwischen ein- und zweitausend Minderjährige an Waffen ausbildet.

### Aktionen
Im Jahr 2008 wurde die DFG-VK unter anderem vom damaligen Verteidigungsminister Franz Josef Jung (CDU) wegen eines Plakates von 2003 kritisiert, auf dem der Sarg eines getöteten Bundeswehrsoldaten mit dem Kommentar „Schritt zur Abrüstung“ abgebildet wurde. Das Plakat war vom „Büro für antimilitaristische Maßnahmen“ (BamM) entworfen worden und war auf der gemeinsamen Website des DFG-VK-Landesverbandes Berlin-Brandenburg und BamM herunterladbar. Der DFG-VK-Bundesverband hingegen kritisierte das Plakat, verwendete es nicht und wollte „den Berliner Landesverband dazu auffordern, dieses Plakat von der Seite zu nehmen“.
Die Vereinigung rief auf ihrer Website und auf Flugblättern mehrfach zu Störungen von Feierlichen Gelöbnissen der Bundeswehr auf. Weiterhin lud der Landesverband Berlin-Brandenburg im Fall von Todesfällen von Soldaten im Einsatz zu Feiern am Ehrenmal der Bundeswehr in Berlin ein, später in das „Haus der Wirtschaft“, da es laut Erklärung des BamM und des Landesverbandes Berlin-Brandenburg „ja eigentlich die deutsche Wirtschaft sei, die […] am meisten Grund zum Feiern hat.“. Auch diese „Tag Y“ genannte Aktion des Landesverbandes Berlin-Brandenburg war innerhalb des Bundesverbandes umstritten. Der studentische Konvent der Helmut-Schmidt-Universität/Universität der Bundeswehr Hamburg stellte eine Strafanzeige gegen das BamM.
Der Verein unterstützte 2008 die überwachungskritische Datenschutzdemonstration Freiheit statt Angst.

### Bertha-von-Suttner-Stiftung der DFG-VK
Die nach der DFG-VK-Gründerin benannte „Stiftung zur Förderung des Friedens, der Völkerverständigung und der internationalen Zusammenarbeit“ besteht seit 1993. Sie fördert „wissenschaftliche Veranstaltungen und Forschungsvorhaben sowie die Herausgabe wissenschaftlicher Publikationen und Medien“. Die nichtrechtsfähige Stiftung ist in Verwaltung des Alois-Stoff-Bildungswerks der DFG-VK NRW e. V. mit Sitz in Dortmund. Vorsitzender der Stiftung ist David Scheuing, der auch verantwortlicher Redakteur der Fachzeitschrift Wissenschaft & Frieden ist.

### Carl-von-Ossietzky-Fonds
Zur Unterstützung von „Menschen der Antikriegs- und Friedensbewegung, die strafrechtlich verfolgt werden“ betreibt die DFG-VK einen eigenen Solidaritätsfonds, der finanzielle Unterstützung etwa in Folge von Protestaktionen leistet. Der Fonds ist nach dem ehemaligen, in Zeiten des Nationalsozialismus verfolgten, DFG-VK-Sekretär Carl von Ossietzky benannt. Alle zwei Jahre verleiht der Fonds im Rahmen des DFG-VK Bundeskongresses den Ludwig-Baumann-Preis.

## Mitglieder
Kategorie:Mitglied der Deutschen Friedensgesellschaft
Vier Mitglieder erhielten vor dem Zweiten Weltkrieg den Friedensnobelpreis:
- Bertha von Suttner (1905)
- Alfred Hermann Fried (1911)
- Ludwig Quidde (1927), DFG-Vorsitzender 1914–1929
- Carl von Ossietzky (1935)

1914 wurde Otto Umfrid für den Friedensnobelpreis vorgeschlagen, der aber wegen des Beginns des Ersten Weltkriegs nicht vergeben wurde.